# Тарумовский район
Тару́мовский район — (авар. Тарумовка мухъ, дарг. Тарумовкала район, ног. Тарумовка район) административно-территориальная единица и муниципальное образование (муниципальный район) в составе Дагестана Российской Федерации.
Административный центр — село Тарумовка.

## География
Район расположен на севере Республики Дагестан, в пределах Прикаспийской низменности, лежащей ниже уровня Мирового океана. На севере района протекает река Кума, по которой проходит граница Дагестана с Калмыцкой республикой. С востока район омывается водами Каспийского моря. На западе расположен Ногайский район, на юге — Кизлярский район, а на юго-западе расположен участок границы с Чеченской Республикой. Площадь территории — 3020 км².
По территории района протекает река Прорва, которая является крайним левым рукавом реки Терек, образующим его дельту.
Территория Тарумовского района (сам район образован в 1946 году) в разные периоды советской истории входила в состав то Дагестанской АССР, то Ставропольского края, то Грозненской области. В 1957 году район вновь стал частью Дагестана.

## История
Дата образования Тарумовского района — 6 октября 1946 года. Район образован из части Кизлярского района Грозненской области. В 1957 г. после восстановления ЧИАССР район передан ДАССР.
С октября 2015 года район возглавляет Александр Зимин, ранее руководивший местным филиалом Минмеливодхоза Дагестана. Он сменил на этом посту Марину Абрамкину, полномочия которой были прекращены, в связи с возбуждением в отношении неё уголовного дела в августе 2014 года..

## Население
| 1959    | 1970    | 1979    | 1989    | 2002    | 2009    | 2010    | 2011    | 2012    |
| ------- | ------- | ------- | ------- | ------- | ------- | ------- | ------- | ------- |
| 24 029  | ↗25 316 | ↗26 542 | ↗30 854 | ↘28 587 | ↗31 279 | ↗31 683 | ↗31 812 | ↗31 887 |
| 2013    | 2014    | 2015    | 2016    | 2017    | 2018    | 2019    | 2020    | 2021    |
| ↗32 004 | ↗32 202 | ↗32 507 | ↗32 626 | ↗32 961 | ↗33 083 | ↗33 223 | ↗33 271 | ↗35 396 |
| 2023    | 2024    | 2025    |         |         |         |         |         |         |
| ↗35 591 | ↗35 611 | ↗35 942 |         |         |         |         |         |         |

Согласно прогнозу Минэкономразвития России, численность населения будет составлять:
- 2024 — 34,66 тыс. чел.
- 2035 — 37,71 тыс. чел.

### Национальный состав
В районе проживают аварцы, армяне (составляют большинство в селе Карабаглы), даргинцы, лакцы, ногайцы (составляют большинство в селе Новодмитриевка), русские и терские казаки (составляя большинство в селе Коктюбей).
Доля русских и терских казаков в районе сократилась с 68,7 % (16 519 жителей) в 1959 году до 14,15 % (5 009 жителей) в 2010 году.

По данным Всероссийской переписи населения 2021 года: 
| Народ        | Численность, чел. | Доля от всего населения, % |
| ------------ | ----------------- | -------------------------- |
| аварцы       | 14 272            | 40,32 %                    |
| даргинцы     | 9 554             | 26,99 %                    |
| русские      | 5 009             | 14,15 %                    |
| ногайцы      | 2 395             | 6,77 %                     |
| лезгины      | 1 160             | 3,28 %                     |
| лакцы        | 594               | 1,68 %                     |
| кумыки       | 460               | 1,29 %                     |
| другие       | 1 941             | 5,48 %                     |
| не указавшие | 11                | 0,03 %                     |
| всего        | 35 396            | 100,00 %                   |

По данным Всероссийской переписи населения 2010 года:
| Народ        | Численность, чел. | Доля от всего населения, % |
| ------------ | ----------------- | -------------------------- |
| аварцы       | 11 329            | 35,76 %                    |
| даргинцы     | 7 448             | 23,51 %                    |
| русские      | 6 197             | 19,56 %                    |
| ногайцы      | 2 689             | 8,49 %                     |
| лезгины      | 1 220             | 3,85 %                     |
| лакцы        | 523               | 1,65 %                     |
| кумыки       | 476               | 1,50 %                     |
| армяне       | 392               | 1,24 %                     |
| другие       | 1 340             | 4,23 %                     |
| не указавшие | 69                | 0,22 %                     |
| всего        | 31 683            | 100,00 %                   |

## Территориальное устройство
Тарумовский район в рамках административно-территориального устройства включает сельсоветы и сёла.
Распределение населения района
 с. Кочубей (23,08 %) с. Тарумовка (18,76 %) с. Новогеоргиевский сельсовет (Дагестан) (11,3 %) с. Уллубиевский сельсовет (8 %) с. Калиновский сельсовет (Дагестан) (6,29 %) с. Новодмитриевка (Дагестан) (5,73 %) остальные (26,84 %)
В рамках организации местного самоуправления в одноимённый муниципальный район входят 13 муниципальных образований со статусом сельского поселения, которые соответствуют сельсоветам и сёлам.
| №  | Сельское поселение         | Административный центр  | Количество населённых пунктов | Население (чел.) | Площадь (км²) |
| -- | -------------------------- | ----------------------- | ----------------------------- | ---------------- | ------------- |
| 1  | село Александро-Невское    | село Александро-Невское | 1                             | ↗1626            | 52,45         |
| 2  | сельсовет Калиновский      | село Калиновка          | 2                             | ↗2260            | 76,54         |
| 3  | село Карабаглы             | село Карабаглы          | 1                             | ↗799             | 25,49         |
| 4  | село Коктюбей              | село Коктюбей           | 1                             | ↗542             | 49,75         |
| 5  | село Кочубей               | село Кочубей            | 1                             | ↗8265            | 105,94        |
| 6  | сельсовет Новогеоргиевский | село Новогеоргиевка     | 3                             | ↗4061            | 21,67         |
| 7  | село Новодмитриевка        | село Новодмитриевка     | 1                             | ↗2096            | 180,95        |
| 8  | село Новоромановка         | село Новоромановка      | 1                             | ↘1322            | 18,93         |
| 9  | село Раздолье              | село Раздолье           | 1                             | ↗1375            | 78,74         |
| 10 | сельсовет Уллубиевский     | село Рассвет            | 6                             | ↗2874            | 95,56         |
| 11 | сельсовет Таловский        | село Таловка            | 2                             | ↘1695            | 93,94         |
| 12 | село Тарумовка             | село Тарумовка          | 1                             | ↗6537            | 104,10        |
| 13 | сельсовет Юрковский        | село Юрковка            | 2                             | ↗2260            | 236,59        |

## Населённые пункты
В районе 23 сельских населённых пункта:
| №  | Населённый пункт             | Тип     | Население | Сельское поселение         |
| -- | ---------------------------- | ------- | --------- | -------------------------- |
| 1  | Айбатхановское лесничество   | село    | ↗120      | сельсовет Уллубиевский     |
| 2  | Александро-Невское           | село    | ↗1584     | село Александро-Невское    |
| 3  | Вышеталовский                | село    | ↘273      | сельсовет Уллубиевский     |
| 4  | Железнодорожный разъезд № 15 | разъезд | ↗35       | сельсовет Таловский        |
| 5  | имени М. Горького            | село    | ↗313      | сельсовет Уллубиевский     |
| 6  | Имунный                      | село    | ↗368      | сельсовет Новогеоргиевский |
| 7  | Калиновка                    | село    | ↗2194     | сельсовет Калиновский      |
| 8  | Карабаглы                    | село    | ↗809      | село Карабаглы             |
| 9  | Коктюбей                     | село    | ↗546      | село Коктюбей              |
| 10 | Кочубей                      | село    | ↘8297     | село Кочубей               |
| 11 | Кузнецовское                 | село    | ↗572      | сельсовет Новогеоргиевский |
| 12 | Куйбышево                    | село    | →36       | сельсовет Калиновский      |
| 13 | Новогеоргиевка               | село    | ↗2908     | сельсовет Новогеоргиевский |
| 14 | Новодмитриевка               | село    | ↗2059     | село Новодмитриевка        |
| 15 | Новониколаевка               | село    | ↗781      | сельсовет Уллубиевский     |
| 16 | Новоромановка                | село    | ↗1376     | село Новоромановка         |
| 17 | Плодопитомник                | село    | ↗167      | сельсовет Уллубиевский     |
| 18 | Привольный                   | село    | ↗511      | сельсовет Юрковский        |
| 19 | Раздолье                     | село    | ↗1378     | село Раздолье              |
| 20 | Рассвет                      | село    | ↘1182     | сельсовет Уллубиевский     |
| 21 | Таловка                      | село    | ↗1632     | сельсовет Таловский        |
| 22 | Тарумовка                    | село    | ↗6743     | село Тарумовка             |
| 23 | Юрковка                      | село    | ↗1742     | сельсовет Юрковский        |

Село Имунный является полуанклавом Тарумовского района на территории соседнего Ногайского района Дагестана.
Покинутые населённые пункты
Болгарский, Васюринский, Старый Бирюзяк, Херсонский, Ясюковский.

## Экономика
Район имеет четкую аграрную специализацию. Выращиваются пшеница, ячмень, рис. Развито виноградарство. Животноводство представлено разведением крупного рогатого скота, овцеводством и свиноводством. Половина земель района используются в качестве зимних пастбищ мелкого рогатого скота горных районов республики. Так же в районе развито рыболовство и рыборазведение. В с. Юрковка расположен Широкольский рыбокомбинат.
По территории района проходит федеральная автодорога Р215 Астрахань — Махачкала, а также железнодорожная линия Астрахань — Кизляр.
Средне начисленная заработная плата за 2016 год составила 17503.3 руб.

## Религия
Конфессиональный состав — мусульмане, православные. В районе имеется 11 мечетей и 4 православные церкви (в Тарумовке, Кочубее, Таловке и Коктюбее).

## Комментарии
Комментарии
1. ↑  авар. Тарумовка мухъ, агул. Тарумовка район, азерб. Tarumovka rayonu, дарг. Тарумовкала къатI, кум. Тарумовка якъ, лак. Тарумовкал кIану, лезг. Тарумовка район, ног. Тарумовка район, рут. Тарумовка район, таб. Тарумовка район, татск. Тарумовка район, цахур. Тарумовка район, чечен. Тарумовкан кIошт.
2. ↑  Согласно конституции Дагестана, государственными языками на территории республики являются — русский, аварский, агульский, азербайджанский, даргинский, кумыкский, лакский, лезгинский, ногайский, рутульский, табасаранский, татский, цахурский и чеченский языки.